# Cristian Bărbuț
Cristian Bărbuț (n. 22 aprilie 1995, Timișoara, România) este un fotbalist român, care joacă pe post de mijlocaș la Unirea Slobozia în SuperLiga României. Pe plan internațional, are prezențe la națională pentru România Sub-19.

## Carieră
Bărbuț a marcat primul său gol în Liga I pe 19 iulie 2013, jucând pentru ACS Poli Timișoara, învingându-i cu scorul de 2-0 pe rivalii de la Dinamo București.
A fost convocat la Echipa națională de fotbal a României Under-21 pentru o partidă amicală cu echipa similară a Ciprului.

## Legături externe
- Profilul lui Cristian Bărbuț pe Soccerway
- Profil Oficial ACS Poli Arhivat în 20 iulie 2013, la Wayback Machine.

Pai aici poate scrie oricine fără nici o restricție?
nu